# کبرا (جنبش هنری)

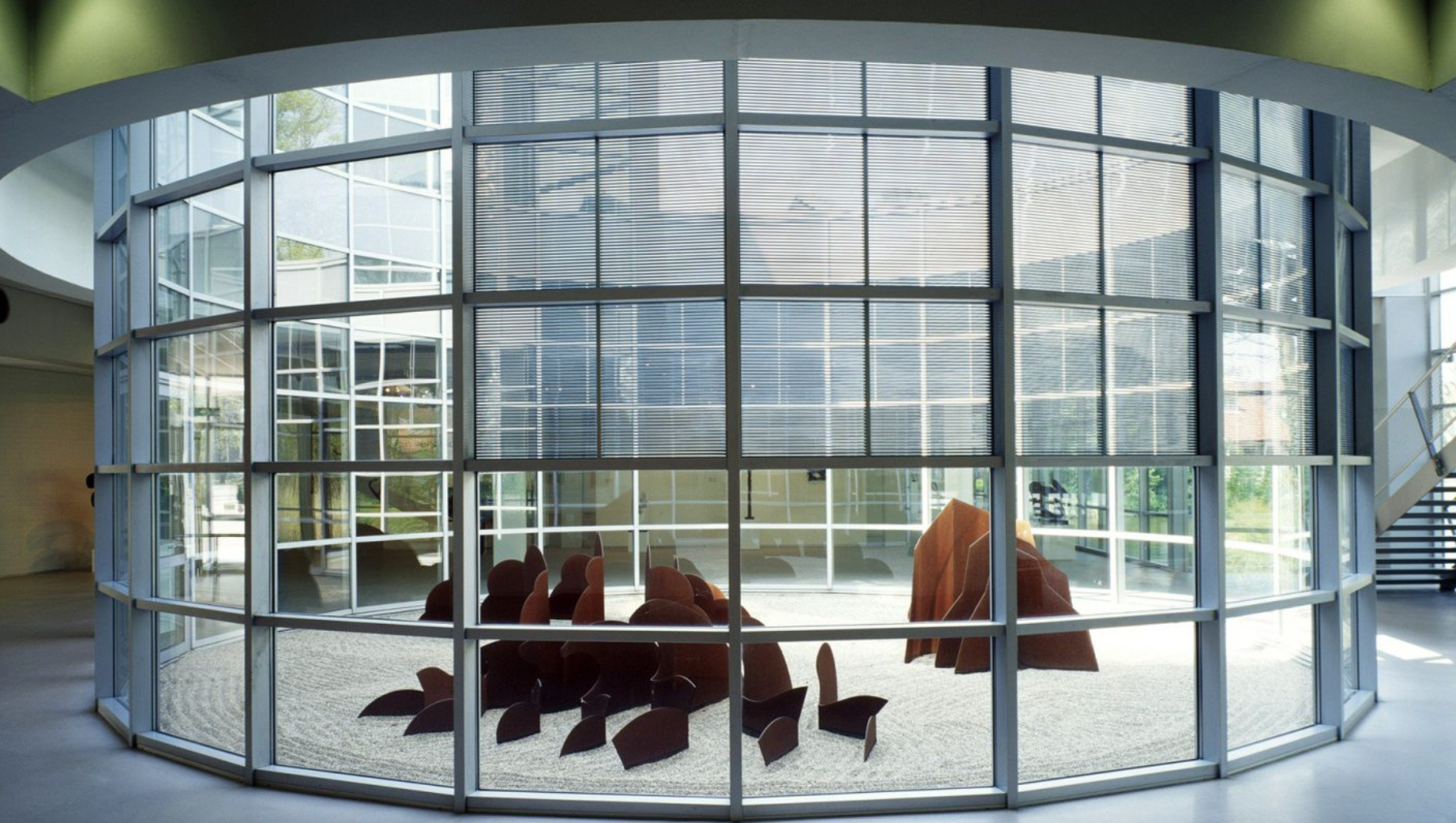
اثر کبرا (جنبش هنری)

کبرا (به انگلیسی: CoBrA) یک گروه هنری اروپایی بود که از سال ‍۱۹۴۸ تا ۱۹۵۱ فعال بود. نام کبرا از حروف اول شهرهای کپنهاگ، بروکسل و آمستردام گرفته شده‌است که بنیان‌گذاران گروه در آن‌ها ساکن بودند. نقاشی‌های این گروه به شدت اکسپرسیونیستی و تحت تاثیر هنر کودکان بود. آنان به عنوان گروه دغدغه‌های جدی اجتماعی و سیاسی داشتند. اعضای بنیان‌گذار کبرا کارل اپل، ژان دوبوفه،اسگر جورن، کونستنت نیوونهویس و ارنست منکوبا بودند. آن‌ها در سال ۱۹۴۹ نمایشگاه بزرگی در موزه اشتدلیک آمستردام با عنوان هنر تجربی بین‌المللی برپا کردند.